# 伊拉拉河
13°35′28″N 39°22′37″E / 13.591°N 39.377°E

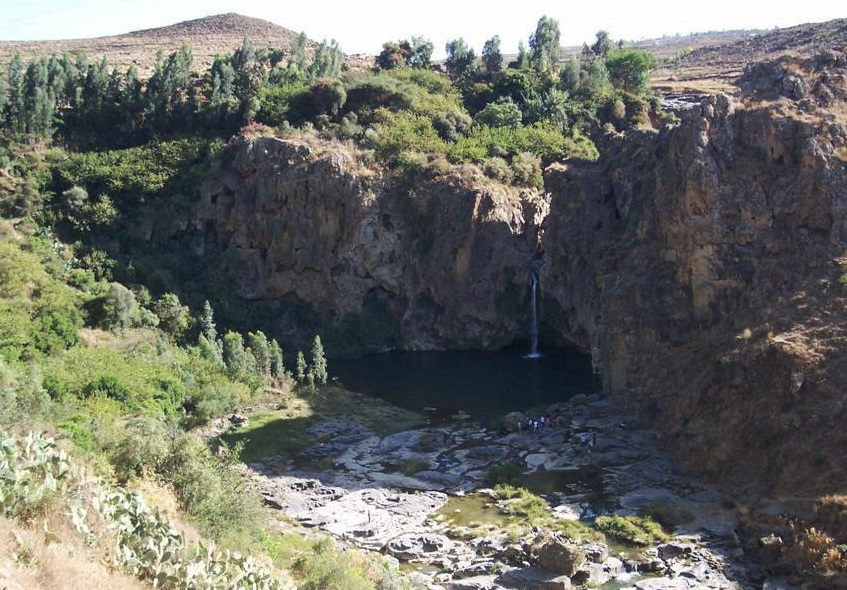

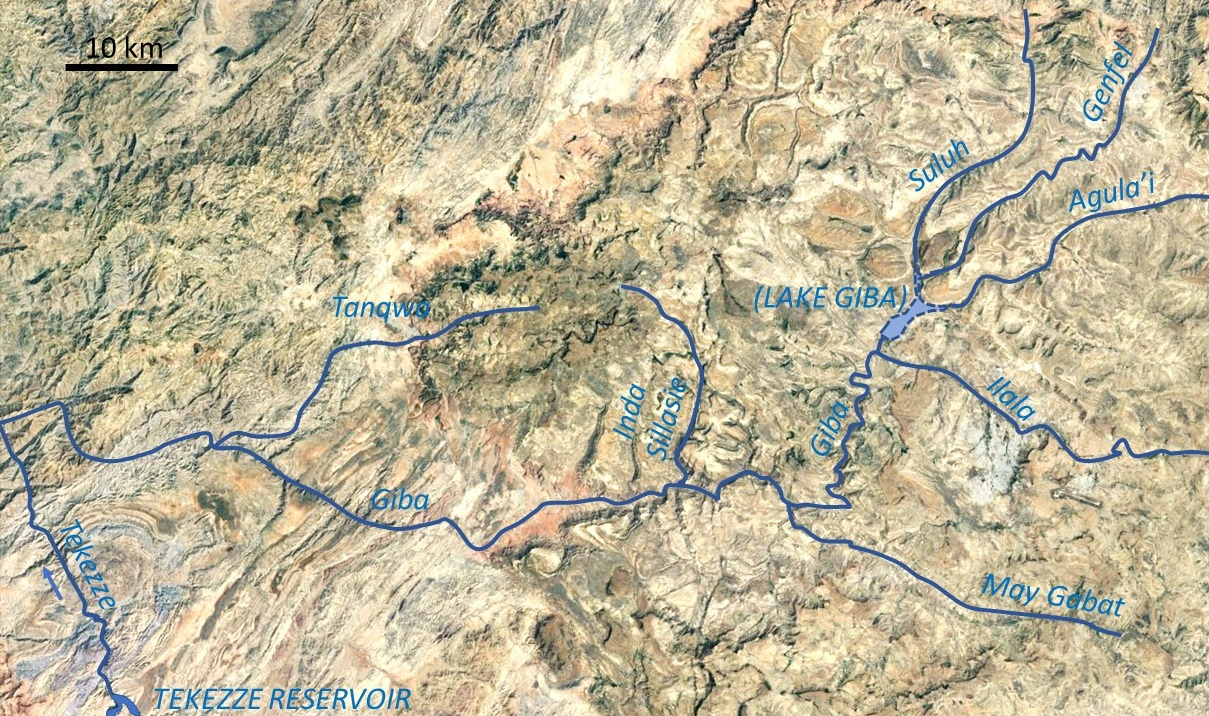

伊拉拉河是埃塞俄比亞的河流，位於該國北部，處於提格雷州，屬於吉巴河的支流，河道全長46公里，流域面積341平方公里，河床上的巨石和鵝卵石可能來自流域上游。